# Amsterdam (New York)
Amsterdam je město (city) v Montgomery County ve státě New York ve Spojených státech amerických. Podle sčítání lidu z roku 2010 žilo ve městě 18,620 obyvatel. Název je odvozen od města Amsterdamu v Nizozemsku.
Město Amsterdam je obklopeno ze severní, východní a západní strany stejnojmenným okrskem (town). Město vzniklo na severním břehu řeky Mohawk, pravém přítoku řeky Hudson. Později byl přičleněn rovněž Port Jackson na jižním břehu.

## Historie

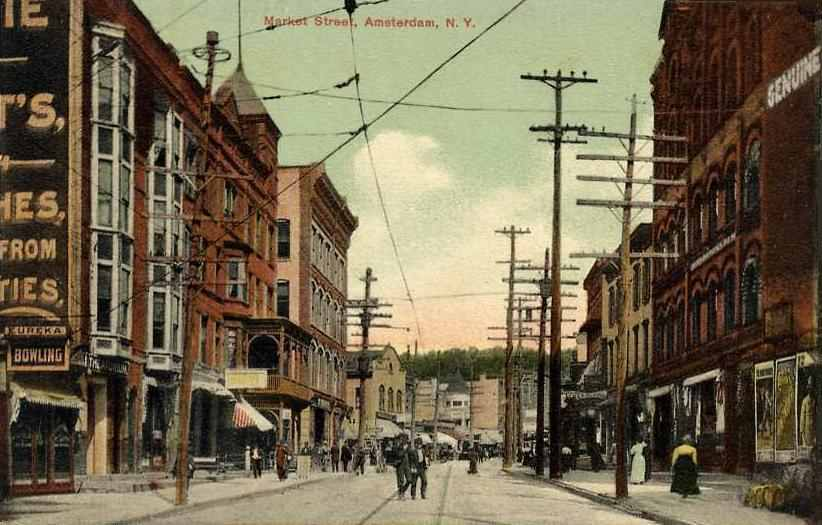
Market Street v roce 1909

Město se nachází na místě původního, dnes již zaniklého města Caughnawaga.
První Evropané, kteří se se zde usadili, byli holandští přistěhovalci kolem roku 1710. Osadu nazývali Veederovy Mlýny a Veedersburgh po Albertu Veederovi, majiteli tamějšího mlýna. Po Americké válce za nezávislost přišli mnozí osadníci z Nové Anglie. Anglo-Američtí obyvatelé změnil název na Amsterdam v roce 1803.
V roce 1830 získal Amsterdam statut obce (village) v rámci okrsku (town) Amsterdam. V roce 1885 se Amsterdam stal městem (city).
Dokončení Erijského kanálu v roce 1825 znamenalo pro město ekonomický rozkvět a Amsterdam se stal důležitým obchodním centrem, proslulým zejména výrobou koberců. V roce 1865 byla populace ve městě 5,135 obyvatel, v roce 1930 dosáhla svého maxima 34 817 obyvatel. Na konci 19. a počátku 20. století se Amsterdam stal vyhledávaným cílem pro přistěhovalce z jižní a východní Evropy, kteří původně pracovali v továrnách.
Amsterdam zažil ničivé záplavy v důsledku hurikánu Irene na konci srpna 2011, které způsobily vážné škody.
Několik historických budov a míst, které jsou většinou z 19. a 20. století, je uvedených v Národním registru památkových objektů. 

## Geografie
Město se rozkládá na celkové ploše 16,3 km² (5,41 % vodní plochy) po obou březích řeky Mohawk a Erijského kanálu. Ze severu se v Amsterdamu do řeky Mohawk vlévá říčka Chuctanunda.

## Demografie
Podle sčítání lidu z roku 2010 ve městě žilo 18 620 lidí v 8 324 domácnostech (4 721 rodin). Hustota obyvatel byla 1 226,4 obyv./km². Rasové složení obyvatel bylo 80,4 % bílých (68,1 % nehispánských), 3,8 % Afroameričanů, 0,6 % Indiánů, 0,9 % Asiatů a 3,4 % z dvou nebo více ras; 26,2 % různých ras se hlásí k hispánskému a latinoamerickému původu. 25,0 % obyvatel bylo mladších 18 let a 15,8 % bylo ve věku 65 let nebo starší.

## Ekonomika
V 19. století bylo město Amsterdam proslulé výrobou koberců, textilu, a perleťových knoflíků. Ve 20. století se ale jejich výroba přesunula do jiných oblastí.  

## Zajímavá místa

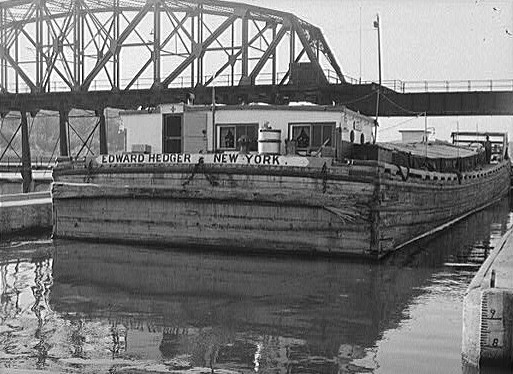
Lock Eleven v roce 1941

Bývalá zbrojnice Národní Gardy byla upravena penzion s názvem Amsterdam Castle.

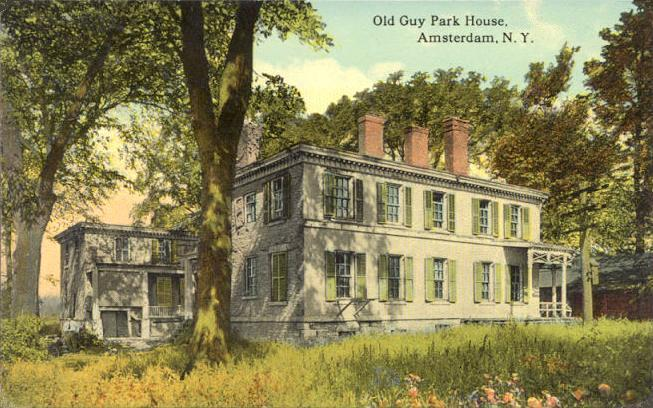
Guy Park c. 1912

Obecní golfové hřiště navrhl slavný golfový designér Robert Trent Jones.
Ve městě se nachází baseballový tým Amsterdam Mohawks. Do roku 2015 zde byla umístěna i Síň slávy profesionálního wrestlingu, která se přestěhovala do Wichita Falls, Texas.
Pěší most přes údolí řeky Mohawk spojuje Bridge Street na jižním břehu a Riverlink Park na severním pobřeží.

## Osobnosti
- Kirk Douglas, herec
- Ray Tomlinson, programátor
- Tim Buckley, kytarista a zpěvák